# Ravenel (South Carolina)
Ravenel is een plaats (town) in de Amerikaanse staat South Carolina, en valt bestuurlijk gezien onder Charleston County.

## Demografie
Bij de volkstelling in 2000 werd het aantal inwoners vastgesteld op 2214.
In 2006 is het aantal inwoners door het United States Census Bureau geschat op 2268, een stijging van 54 (2,4%).

## Geografie
Volgens het United States Census Bureau beslaat de plaats een oppervlakte van
31,9 km², geheel bestaande uit land. Ravenel ligt op ongeveer 3 m boven zeeniveau.

## Plaatsen in de nabije omgeving
De onderstaande figuur toont nabijgelegen plaatsen in een straal van 24 km rond Ravenel.